# Miss Bahia 2015
Miss Bahia 2015 foi a 61ª edição do concurso que escolheu a melhor candidata baiana para representar seu estado e sua cultura no certame nacional de Miss Brasil 2015. Contou com a participação de vinte municípios do estado com suas respectivas candidatas municipais em busca do título. Anne Lima, vencedora do título do ano anterior, coroou sua sucessora ao posto no final da competição, que teve como local o espaço de eventos Casa Salvatore, em Salvador. Juliana Guimarães foi a responsável por dar segmento ao evento na noite final, que teve cinco jurados avaliando as candidatas.

## Resultados

### Colocações
| Posição                 | Município e Candidata |
| Miss Bahia              | - Luís Eduardo - Patrícia Guerra |
| 2º. Lugar               | - Porto Seguro - Laís Amoedo |
| 3º. Lugar               | - Santa Bárbara - Vanessa Nascimento |
| Finalistas              | - Araçás - Érika Schramm - Salvador - Juliana Oliveira                                                                                                |
| (TOP 10) Semifinalistas | - Alagoinhas - Aline Dórea - Guanambi - Iandara Poli - Itaberaba - Micaela Kananda - Lauro de Freitas - Cíntia Garrido - Serra Preta - Viviane Lopes  |
| (TOP 15) Semifinalistas | - Camaçari - Ingrid Brito - Feira de Santana - Ranna Lobão - Jequié - Ianne Fernandes - Nazaré - Ananda Mattos - Vitória da Conquista - Camila Saback |

### Prêmio Especial
O concurso deu apenas um prêmio especial às candidatas:
| Prêmio        | Município e Candidata         |
| Miss Simpatia | - Salvador - Juliana Oliveira |

### Ordem dos Anúncios
| 1. Jequié 2. Guanambi 3. Vitória da Conquista 4. Feira de Santana 5. Nazaré 6. Alagoinhas 7. Salvador 8. Itaberaba 9. Porto Seguro 10. Lauro de Freitas 11. Araçás 12. Santa Bárbara 13. Luís Eduardo Magalhães 14. Serra Preta 15. Camaçari | 1. Santa Bárbara 2. Araçás 3. Alagoinhas 4. Luís Eduardo Magalhães 5. Serra Preta 6. Porto Seguro 7. Salvador 8. Itaberaba 9. Guanambi 10. Lauro de Freitas | 1. Araçás 2. Luís Eduardo Magalhães 3. Porto Seguro 4. Salvador 5. Santa Bárbara | 1. Porto Seguro 2. Santa Bárbara 3. Luís Eduardo Magalhães |

## Resposta Final
Questionada pelo jurado Doda Guedes sobre como é um coração de uma miss, a vencedora respondeu::
| “ | Boa noite jurados, boa noite Bahia, boa noite à todos! Eu acredito que o coração de uma Miss é um coração generoso, onde ele tem que estar aberto à sugestões, sempre pra fazermos o bem. Há uma frase que eu gosto muito que diz assim: "O maior bem que a gente pode fazer, não é somente dividir as nossas riquezas, mas sim mostrar ao outro qual a riqueza dele". Muito obrigada! | ” |

## Jurados
Ajudaram a escolher a vencedora:
1. Doda Guedes, maquiador;
2. Drª. Lídia Salles, dermatologista;
3. Evilásio Júnior, jornalista;
4. Tiale Acrux, jornalista;
5. Lícia Fábio, promoter;

## Programação Musical
- Abertura: "Kukere" por Iyanya.
- Desfile de Gala: Instrumental.
- Desfile de Biquini: "Fiesta de Verano" por Maia & Maluma.
- Desfile de Maiô: Instrumental.
- Final Look: "Moves like Jagger" por Maroon 5.
- Despedida: "Imagine" de John Lennon na voz de Milton Nascimento.

## Candidatas
O concurso contará com as seguintes candidatas:
| - Alagoinhas - Aline Dórea - Amargosa - Brunna Campos - Araçás - Érika Schramm - Camaçari - Ingrid Brito - Esplanada - Joana Linhares - Feira de Santana - Ranna Lobão - Guanambi - Iandara Poli - Irecê - Aiane Freitas - Itaberaba - Micaela Kananda - Itaparica - Janaína Lucchesi | - Jequié - Ianne Fernandes - Lauro de Freitas - Cíntia Garrido - Luís Eduardo - Patrícia Guerra - Nazaré - Ananda Mattos - Porto Seguro - Laís Amoedo - Salvador - Juliana Oliveira - Santa Bárbara - Vanessa Nascimento - São Gonçalo - Adrielle Brandão - Serra Preta - Viviane Lopes - Vitória da Conquista - Camila Saback |

## Crossovers
Já possuem um histórico de participação em outros concursos:
| Miss Bahia - 2013: Luís Eduardo - Patrícia Guerra (2º. Lugar) - (Representando o município de Luís Eduardo) - 2014: Araçás - Érika Schramm - (Representando o município de Ilhéus) Miss Bahia Intercontinental - 2015: Santa Bárbara - Vanessa Nascimento (2º. Lugar) - (Representando o município de Santa Bárbara) Miss Brasil Latina - 2014: Luís Eduardo - Patrícia Guerra (Vencedora) - (Representando o Estado da Bahia) | Miss América Latina - 2014: Luís Eduardo - Patrícia Guerra (2º. Lugar) - (Representando o Brasil em Punta Cana, na República Dominicana) Beleza Black - 2012: Santa Bárbara - Vanessa Nascimento (Vencedora) - (Representando o município de Santa Bárbara) |

## Ver Também
- Miss Bahia
- Miss Bahia 2014
- Miss Brasil
- Miss Brasil 2015